# Літературний музей імені Адама Міцкевича
Музей поета Міцкевича у Варшаві був відкритий в 1952 році і знаходиться на ринку Старого міста, 20.

## Колекція музею
В основі колекції лежать рукописи, портрети, речі письменника Адама Міцкевича. Багато зробили для збору матеріалу колекціонери і члени сім'ї поета. Літературний музей Адама Міцкевича у Варшаві володіє архівом сина Міцкевича Йосипа, в тому числі записами особистого секретаря поета. Архів дочки також зберігається тут.
Внучка Марія подарувала варшавську музею листування Міцкевича, його документи. Польська бібліотека в Парижі віддала цього виставкового залу свою колекцію, присвячену Міцкевичу. Музей Адама Міцкевича купив рукопис поеми «Гражина», що збереглася в єдиному екземплярі. Ще дві рукопису поеми «Пан Тадеуш» знаходяться у відкритому доступі сховища.

## Діяльність музею
При музеї Варшави працює літературна вітальня, де проходять конференції читачів, різні зустрічі, обговорення новинок літератури і мистецтва. Літературний музей Адама Міцкевича є повноправним членом комітету музеїв усього світу. Як власник власного видавництва випускає книги, присвячені літературної діяльності в Польщі. Налагоджені контакти з зарубіжними колегами, тому і за межами Польщі також можна відвідати виставки, присвячені Адаму Міцкевичу.

## Філії музею
- Музей Владислава Броневського;
- Музей Анджея Струги;
- Музей Марії Домбровської;
- Музей Вітольда Гомбровича;
- Інститут документації та вивчення польської літератури.